# Ígor Kudelin
Ígor Aleksándrovich Kudelin, en ruso: Игорь Александрович Куделин, (nació el 10 de agosto de 1972 en Taganrog) fue un jugador de baloncesto profesional ruso que jugaba en la posición de escolta.

## Clubes
- 1991-02 Liga de Rusia. CSKA Moscú. Rusia
- 2002-03 Liga de Rusia. UNICS Kazán. Rusia
- 2003-06 Liga de Rusia Lokomotiv Rostov. Rusia
- 2006-07 Liga de Rusia. UNICS Kazán. Rusia
- 2006-07 BK Prostějov